# 行義路
行義路（通用漢語：XingYi Rd.，威妥瑪拼音：Hsingi Rd.），位於天母生活圈，為臺灣臺北市北投區石牌、天母至北投和陽明山主要道路，為通往紗帽山溫泉區（雙重溪溫泉）、新北投（頂北投溫泉）、龍鳳谷公園（龍鳳谷溫泉）和陽明山國家公園的主要通道。後段的路段位於陽明山國家公園境內。路段屬於山區道路，最高速限40公里小時。道路兩側大多為內政部劃定之第二種住宅區，多為高級住宅社區及獨門獨院的別墅，此外也有停車場用地、市場用地、綠地用地、第三種住宅區、第一種住宅區、變電所用地、河川區、保護區、行水區、遊憩區、核心特別景觀區、道路特別景觀區、第四種一般管制區和高中用地。

## 簡介
本路段為往紗帽山溫泉區、陽明山國家公園和龍鳳谷地熱景觀之主要幹道。最早開發年間可追溯至清領時期磺溪庄和石牌庄人民前往陽明山一帶的牛車道。因為這邊地裡位置特殊，在紗帽山雙重溪溫泉蘊藏著臺灣日治時期由岡本要八郎先生所發現的北投石，其中含有輻射物質鐳的北投溫泉，而且距離台北市都會區（北投、士林天母）也相當近。再加上自台灣日治時期就有的日式建築吸引不少遊客前往，故每到假日時本路段都會有豐富的遊客量。。

行義路昔日又稱為「櫻崗路」（1970年），因當時磺溪旁至紗帽山一帶路旁可見櫻花，且處山崗地帶，故被命名。因此，當時紗帽山溫泉區稱為「櫻崗溫泉區」，且現今天母北路永和橋和行義路交界仍可見「櫻花崗公園」。至1971年11月1日才改編為「行義路」

## 沿途地標及設施
本路段為往紗帽山溫泉區、陽明山國家公園和龍鳳谷地熱景觀之主要幹道，故沿路上有許多溫泉、地熱相關服務業於此路段上。
（由頭至尾）
- 陽明山五福宮（道路起點）
- 金菠蘿早餐飲食店
- （行義公園雖名為行義，但是地址在石牌路二段343巷）和行義路17巷內或者進入31巷和55巷交會底的行義公園槌球場，此地有很多愛狗人士常進去遛狗及登山（磺溪南嶺）
- 全聯北投行義店(原為松青超市行義店）
- 山葉機車欣民機車行
- 小土地公發財廟（55巷）
- 明山宮
- 私立協和康復之家
- 萊爾富便利商店 北市紗帽店
- 天母甲桂林社區（實際地址為中山北路七段219巷3弄）
- 全家便利商店 甲桂林店（實際地址為中山北路七段219巷3弄）
- 天溪綠地(260巷)
- 北投紗帽山溫泉區
  - 草山文化溫泉會館(260巷)
  - 台北市紗帽山溫泉發展協會
  - 椰林溫泉
  - 湯瀨溫泉(300巷）
  - 御之湯溫泉(300巷）
  - 天美山莊溫泉
  - 櫻崗溫泉會館(300巷）
  - 皇池溫泉（402巷）
  - 夏之泉美食活水世界（402巷）
  - 川湯溫泉（402巷）
  - 山之林溫泉會館（402巷）
  - 櫻花城溫泉
- 行義路福德祠
- 龍鳳谷公園、龍鳳谷地熱景觀眺望台、龍鳳溫泉（羅漢窟溫泉）
- 磺溪嶺、象頭溫泉、峰溪溫泉
- 紗帽橋
- 情人瀑布
- 泉源里十八份巨石（泉源路、東昇路、行義路交叉口）
- 大同之家（道路終點，實際地址在東昇路）

（註：未標註巷弄則位於道路上）

## 交通

### 台北市市營公車
| 編號  | 路線起迄              | 本路段公車站牌                                                                                     | 經營業者             |
| ----- | --------------------- | -------------------------------------------------------------------------------------------------- | -------------------- |
| 128   | 捷運石牌站-陽明山     | 磺溪、明山宮、明山宮一(往陽明山)、行義路、行義路一、行義路二、行義路三、行義路四、惇敘商工(行義)   | 三重客運             |
| 508   | 泰山公有市場-大同之家 | 磺溪、明山宮、明山宮一(往大同之家)、行義路、行義路一、行義路二、行義路三、行義路四、惇敘商工(行義) | 三重客運             |
| 508區 | 蘆洲-惇敘工商         | 磺溪、明山宮、明山宮一(往惇敘工商)、行義路、行義路一、行義路二、行義路三、行義路四、惇敘商工(行義) | 三重客運、大都會客運 |
| 536   | 大同之家-臺北海大     | 磺溪、明山宮、明山宮一(往大同之家)、行義路、行義路一、行義路二、行義路三、行義路四、惇敘商工(行義) | 首都客運             |
| 612   | 大同之家-松德站       | 磺溪、明山宮、明山宮一(往大同之家)、行義路、行義路一、行義路二、行義路三、行義路四、惇敘商工(行義) | 大都會客運           |
| 小8   | 捷運石牌站-竹子湖     | 磺溪、明山宮、明山宮一(往竹子湖)、行義路、行義路一、行義路二、行義路三、行義路四、惇敘商工(行義)   | 大南汽車             |
| 小36  | 捷運石牌站-六窟       | 磺溪、明山宮、明山宮一(往六窟)、行義路、行義路一、行義路二、行義路三、行義路四、惇敘商工(行義)     | 大南汽車             |

(註:公車站牌後若有括弧標註方向即為單邊設站)

### 計程車招呼站
- 於紗帽山溫泉區（行義路402巷）內有部分店家有計程車招呼器。

### 公共自行車租借站
- Ubike永欣綠地站（1號前人行道）[6]

## 活動
- 每年「天母搞什麼鬼」活動在天母舉行時，會與行義路之部分知名溫泉會館合作[7]。
- 此路段經常有自行車手及登山客經由此路至硫磺谷遊憩區、龍鳳谷公園、磺溪嶺景觀步道、陽明山第二展望臺或北投地熱谷公園。

## 里界
此路橫跨北投區的永欣里及永和里和泉源里。自路段起始點至龍鳳台風景區紗帽橋為永和里，再往北即為泉源里。

### 段籍
道路兩側地段由南至北分別為行義段三、二、一小段，至泉源路口後以北路段屬於泉源段三、二小段。

## 同德街
位於行義路中有一街道稱為同德街。內只有五條巷子（7,23,27,29,40,44巷)和一巷弄（29巷6弄）。內無特別景點，於道路終點為磺溪河畔，有同德公園和永欣綠地於此。路旁只有第三類住宅區和河流區、綠地用地、公園用地。

## 相關資訊
- 1997年4月，台灣曾經發生轟動全國的陳進興 (罪犯)綁架影視紅星白冰冰之女白曉燕事件，同年的11月18日，歹徒潛入北投行義路154巷尾半山腰的南非武官卓懋祺官邸，挾持人質長達25小時，當時新聞更驚動海內外，自此以後，北投行義路就變成廣為人知的一條路。
- 行義路鄰近磺溪與陽明山，環境幽靜水質佳，更有溫泉風景區，而且行義路鄰近天母，當地有的建商會在行義路豪宅或華廈名稱前面或是後面冠上「天母」兩字，北投行義路亦被普遍列入「廣義的天母地區」，不少外交官及外商，國泰蔡家等富戶，及前國防部長蔣仲苓等高官，也都選擇行義路作為居住的地方。

## 資料來源
1. ↑  [http://www.bote.gov.taipei/ct.asp?xItem=661993&CtNode=20189&mp=117031 （页面存档备份，存于） 臺北市交通管制工程處 市區道路速限表
2. ↑  . 中華民國內政部營建署.   [2019-09-13]. （原始内容存档于2020-03-23）.
3. ↑  . 台灣旅遊資訊.   [2019-11-10]. （原始内容存档于2021-04-22）.
4. ↑  . 台灣旅遊資訊.   [2019-11-10]. （原始内容存档于2020-10-20）.
5. ↑  . 貓途鷹.   [2019-11-10]. （原始内容存档于2019-11-10）.
6. ↑  . wa.taipei.youbike.com.tw.   [2019-12-03]. （原始内容存档于2019-09-07）.
7. ↑  . 天母商圈.   [2019-11-10]. （原始内容存档于2019-11-01）.
8. ↑  中央研究院 地理資訊科學研究專題中心 段籍圖[NLSC] 開放資料

1. ↑  臺北市山區道路(山坡地範圍非屬計畫道路之道路)維護範圍一覽表.臺北市政府工務局大地工程處.2020-10-05
2. ↑  臺北市產業道路基本資料表.臺北市政府工務局大地工程處.2017-06-12